# Фиольозу
Фиольозу (порт. Fiolhoso)  —  район (фрегезия) в Португалии,  входит в округ Вила-Реал. Является составной частью муниципалитета  Мурса. По старому административному делению принадлежал к провинции Траз-уж-Монтиш и Алту-Дору. Входит в экономико-статистический  субрегион Алту-Траз-уш-Монтеш, являющийся частью Северного региона. На 2001 год население составляет 603 человека. Занимает площадь 16,26 км².
Покровительницей района считается Дева Мария (порт. Nossa Senhora da Luz). 